# Campionati europei di atletica leggera 2022 - 110 metri ostacoli
La specialità dei 110 metri ostacoli maschili dei campionati europei di atletica leggera 2022 si è svolta tra il 16 e il 17 agosto all'Olympiastadion di Monaco di Baviera, in Germania.

## Podio
| Pos.    | Atleta                  | Nazionalità | Tempo | Note                                   |
| ------- | ----------------------- | ----------- | ----- | -------------------------------------- |
| Oro     | Asier Martínez          | Spagna      | 13"14 | Miglior prestazione europea stagionale |
| Argento | Pascal Martinot-Lagarde | Francia     | 13"14 |                                        |
| Bronzo  | Just Kwaou-Mathey       | Francia     | 13"30 |                                        |

## Record
Prima di questa competizione, il record del mondo (RM), il record europeo (EU) ed il record dei campionati (RC) erano i seguenti:
| Record                | Prestazione | Atleta                      | Data                               | Competizione  |
| --------------------- | ----------- | --------------------------- | ---------------------------------- | ------------- |
| Record mondiale       | 12"80       | Aries Merritt Stati Uniti   | 7 settembre 2012 Bruxelles, Belgio |               |
| Record europeo        | 12"91       | Colin Jackson Gran Bretagna | 20 agosto 1993 Stoccarda, Germania | Mondiali 1993 |
| Record dei campionati | 13"02       | Colin Jackson Gran Bretagna | 22 agosto 1998 Budapest, Ungheria  | Europei 1998  |

### Campione in carica
Il campione europeo in carica era:
| Campione | Atleta                          | Prestazione | Data                            | Competizione |
| -------- | ------------------------------- | ----------- | ------------------------------- | ------------ |
| Europeo  | Pascal Martinot-Lagarde Francia | 13"16       | 9 agosto 2018 Berlino, Germania | Europei 2018 |

### La stagione
Prima di questa gara, gli atleti europei con le migliori tre prestazioni dell'anno erano:
| Pos. | Atleta                      | Prestazione | Data                                              |
| ---- | --------------------------- | ----------- | ------------------------------------------------- |
| 1    | Sasha Zhoya Francia         | 13"17       | 25 giugno 2022 Caen, Francia                      |
| 2    | Asier Martinez Spagna       | 13"17       | 17 luglio 2022 Eugene, Stati Uniti d'America      |
| 3    | Joshua Zeller Gran Bretagna | 13"19       | 15 maggio 2022 Minneapolis, Stati Uniti d'America |

## Risultati

### Batterie
I primi 4 di ogni batteria (Q) e l'ulteriore tempo migliore tra gli esclusi (q) si qualificano alle semifinali. 
| Posizione | Batteria | Corsia | Atleta                  | Nazionalità   | Tempo | Note                                     |
| --------- | -------- | ------ | ----------------------- | ------------- | ----- | ---------------------------------------- |
| 1         | 2        | 8      | Finley Gaio             | Svizzera      | 13"46 | Q                                        |
| 2         | 2        | 1      | David King              | Gran Bretagna | 13"63 | Q                                        |
| 3         | 3        | 1      | Gregor Traber           | Germania      | 13"69 | Q                                        |
| 4         | 3        | 7      | Hassane Fofana          | Italia        | 13"72 | Q                                        |
| 5         | 3        | 3      | Miguel Perera           | Gran Bretagna | 13"72 | Q                                        |
| 6         | 3        | 2      | Valdó Szűcs             | Ungheria      | 13"73 | Q                                        |
| 7         | 3        | 4      | Vladimir Vukicevic      | Norvegia      | 13"75 | q                                        |
| 8         | 1        | 2      | Abdel Kader Larrinaga   | Portogallo    | 13"76 | Q                                        |
| 9         | 3        | 5      | Elmo Lakka              | Finlandia     | 13"78 |                                          |
| 10        | 3        | 6      | Max Hrelja              | Svezia        | 13"80 |                                          |
| 11        | 3        | 8      | Keiso Pedriks           | Estonia       | 13"83 | Miglior prestazione personale stagionale |
| 12        | 1        | 4      | Joel Bengtsson          | Svezia        | 13"84 | Q                                        |
| 13        | 1        | 8      | Jakub Szymański         | Polonia       | 13"87 | Q                                        |
| 14        | 1        | 3      | Koen Smet               | Paesi Bassi   | 13"88 | Q                                        |
| 15        | 2        | 5      | Santeri Kuusiniemi      | Finlandia     | 13"89 | Q                                        |
| 16        | 2        | 6      | João Vítor de Oliveira  | Portogallo    | 13"90 | Q                                        |
| 17        | 2        | 3      | Michael Obasuyi         | Belgio        | 13"90 |                                          |
| 18        | 1        | 6      | Mathieu Jaquet          | Svizzera      | 13"91 |                                          |
| 19        | 2        | 4      | Lorenzo Ndele Simonelli | Italia        | 13"95 |                                          |
| 20        | 2        | 7      | Bálint Szeles           | Ungheria      | 13"97 |                                          |
| 21        | 2        | 2      | Luka Trgovčević         | Serbia        | 14"01 |                                          |
| 22        | 1        | 7      | Ilari Manninen          | Finlandia     | 14"08 |                                          |
| 23        | 1        | 1      | Alin Ionuţ Anton        | Romania       | 14"18 |                                          |
| 24        | 1        | 5      | Dániel Eszes            | Ungheria      | 14"25 |                                          |

### Semifinali
I primi 2 di ogni semifinale (Q) e i 2 tempi migliori tra gli esclusi (q) si qualificano alla finale.
| Posizione | Semifinale | Corsia | Atleta                  | Nazionalità   | Tempo | Note                          |
| --------- | ---------- | ------ | ----------------------- | ------------- | ----- | ----------------------------- |
| 1         | 1          | 5      | Asier Martínez          | Spagna        | 13"25 | Q                             |
| 2         | 1          | 6      | Just Kwaou-Mathey       | Francia       | 13"30 | Q                             |
| 3         | 3          | 5      | Enrique Llopis          | Spagna        | 13"30 | Q                             |
| 4         | 2          | 6      | Pascal Martinot-Lagarde | Francia       | 13"35 | Q                             |
| 5         | 2          | 5      | Jason Joseph            | Svizzera      | 13"45 | Q                             |
| 6         | 3          | 6      | Sasha Zhoya             | Francia       | 13"46 | Q                             |
| 7         | 1          | 3      | Andrew Pozzi            | Gran Bretagna | 13"48 | q                             |
| 8         | 1          | 7      | Finley Gaio             | Svizzera      | 13"50 | q                             |
| 9         | 2          | 3      | Milan Trajkovic         | Cipro         | 13"54 |                               |
| 10        | 1          | 4      | Hassane Fofana          | Italia        | 13"56 |                               |
| 11        | 2          | 8      | Miguel Perera           | Gran Bretagna | 13"58 | Miglior prestazione personale |
| 12        | 1          | 2      | Vladimir Vukicevic      | Norvegia      | 13"64 |                               |
| 13        | 1          | 8      | Jakub Szymański         | Polonia       | 13"66 |                               |
| 14        | 2          | 7      | Joel Bengtsson          | Svezia        | 13"67 |                               |
| 15        | 3          | 3      | Aurel Manga             | Francia       | 13"70 |                               |
| 16        | 3          | 2      | Gregor Traber           | Germania      | 13"72 |                               |
| 17        | 3          | 7      | David King              | Gran Bretagna | 13"73 |                               |
| 18        | 3          | 1      | Valdó Szűcs             | Ungheria      | 13"78 |                               |
| 19        | 2          | 1      | Santeri Kuusiniemi      | Finlandia     | 13"81 |                               |
| 20        | 3          | 8      | Abdel Kader Larrinaga   | Portogallo    | 13"81 |                               |
| 21        | 1          | 1      | João Vítor de Oliveira  | Portogallo    | 13"92 |                               |
| 22        | 3          | 4      | Damian Czykier          | Polonia       | 13"99 |                               |
| 23        | 2          | 2      | Koen Smet               | Paesi Bassi   | 14"06 |                               |
|           | 2          | 4      | Mikdat Sevler           | Turchia       | dns   |                               |

### Finale
| Posizione | Corsia | Atleta                  | Nazionalità   | Tempo | Note     |
| --------- | ------ | ----------------------- | ------------- | ----- | -------- |
| Oro       | 4      | Asier Martínez          | Spagna        | 13"14 | 13"137   |
| Argento   | 5      | Pascal Martinot-Lagarde | Francia       | 13"14 | 13"138 = |
| Bronzo    | 3      | Just Kwaou-Mathey       | Francia       | 13"30 |          |
| 4         | 8      | Jason Joseph            | Svizzera      | 13"35 |          |
| 5         | 2      | Finley Gaio             | Svizzera      | 13"50 |          |
| 6         | 1      | Andrew Pozzi            | Gran Bretagna | 13"66 |          |
| 7         | 6      | Enrique Llopis          | Spagna        | 14"81 |          |
| 8         | 7      | Sasha Zhoya             | Francia       | 16"51 |          |